# Gertrude Stein
Gertrude Stein (n. 3 februarie 1874, Allegheny⁠(d), Comitatul Allegheny, Pennsylvania, SUA – d. 27 iulie 1946, Neuilly-sur-Seine, Seine, Franța) a fost o poetă și colecționară de artă evreică americană.
Născută în Allegheny, Pennsylvania (în prezent parte a orașului Pittsburgh) și crescută în Oakland, California, Stein s-a mutat la Paris în 1903, pentru tot restul vieții. Aici a fost gazda unui salon de artă, loc unde aveau să se întâlnească figuri importante ale modernismului precum Pablo Picasso, Ernest Hemingway, F. Scott Fitzgerald, Sinclair Lewis, Ezra Pound, Sherwood Anderson și Henri Matisse.

## Tinerețea
Stein, cea mai mică dintr-o familie de cinci copii, s-a născut la 3 februarie 1874, în Allegheny, Pennsylvania, din părinți evrei din clasa superioară de mijloc, Daniel și Amelia Stein (născută Keyser). Tatăl ei era un om de afaceri bogat cu proprietăți imobiliare. În casa lor se vorbea germana și engleza. Frații lui Gertrude au fost Michael (1865), Simon (1868), Bertha (1870) și Leo (1872).
Când Stein avea trei ani, ea și familia ei s-au mutat la Viena și apoi la Paris. Însoțiți de guvernante și tutori, soții Stein s-au străduit să le insufle copiilor lor sensibilitățile culturale și stilul de viață european. După o ședere de un an în străinătate, s-au întors în America în 1878, stabilindu-se în Oakland, California, unde tatăl ei a devenit director al liniilor de tramvai din San Francisco, Market Street Railway.
Când Stein avea 14 ani, mama ei a murit. Trei ani mai târziu, a murit și tatăl ei. Fratele cel mare al lui Stein, Michael, în vârstă de 26 de ani, a preluat apoi afacerile familiei, iar în 1892 a aranjat ca Gertrude și Bertha să locuiască cu familia mamei lor în Baltimore.
Stein a urmat cursurile Radcliffe College, pe atunci o anexă a Universității Harvard, între 1893 și 1897, și a fost studenta psihologului William James.

## Paris
În 1902, fratele lui Stein, Leo, a plecat la Londra, iar ea l-a urmat. În anul următor, cei doi s-au mutat la Paris, unde Leo spera să urmeze o carieră artistică.
Din 1903 și până în 1914, când și-au separat gospodăria comună, Gertrude și fratele ei Leo au locuit împreună în apropiere de Grădina Luxemburg, pe malul stâng al Parisului, într-un apartament cu două etaje (împreună cu atelierul adiacent) situat în curtea interioară de la 27 rue de Fleurus, arondismentul 6. Aici au colecționat opere de artă care au format o colecție renumită pentru prestanța și importanța sa istorică.
Spațiul galeriei lor era mobilat cu piese impunătoare din epoca renascentistă din Florența. Tablourile se aliniau pe pereți în linii care se întindeau pe mulți metri, până la tavan. Iluminate inițial la lumina gazului, operele de artă au fost iluminate ulterior cu lumină electrică, cu puțin timp înainte de Primul Război Mondial.

Gertrude Stein în studioul ei din Paris, 1930.
Portretul lui Gertrude Stein de Picasso, expus pe peretele din dreapta.</br>

Colecția de artă s-a mărit, iar pereții de pe Rue de Fleurus au fost rearanjați continuu pentru a face loc noilor achiziții. În „prima jumătate a anului 1905”, familia Stein a achiziționat Portretul doamnei Cézanne de Cézanne și Perseu și Andromeda de Delacroix. La scurt timp după deschiderea Salon d'Automne din 1905 (la 18 octombrie 1905), familia Steins a achiziționat Femeia cu pălărie de Henri Matisse și Tânără cu coș de flori de Picasso. În 1906, Picasso a finalizat Portretul lui Gertrude Stein, care a rămas în colecția artistei până la moartea acesteia.

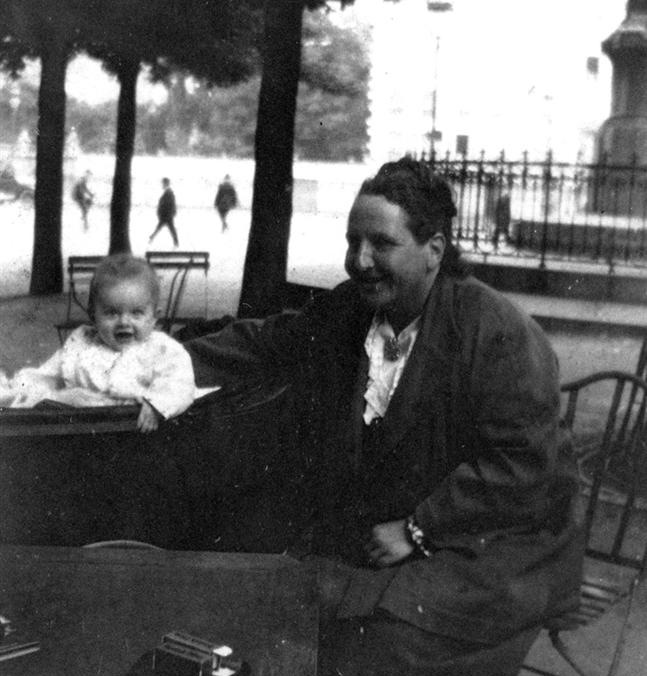
Stein și fiul lui Hemingway, Jack, în 1924.

Întâlnirile din casa lui Stein „au adus laolaltă confluențe de talent și gândiri care vor contribui la definirea modernismului în literatură și artă”. Printre participanții consacrați s-au numărat Pablo Picasso, Ernest Hemingway, F. Scott Fitzgerald, Sinclair Lewis, Ezra Pound, Gavin Williamson, Thornton Wilder, Sherwood Anderson, Francis Cyril Rose, Bob Brown, René Crevel, Élisabeth de Gramont, Francis Picabia, Claribel Cone, Mildred Aldrich, Jane Peterson, Carl Van Vechten și Henri Matisse. Sâmbăta seara fusese stabilită ca zi și oră fixă pentru adunarea oficială, astfel încât Stein să poată lucra la scrisul ei fără a fi întreruptă de vizitatori neașteptați.
Printre cunoscuții lui Picasso care frecventau serile de sâmbătă se numărau: Fernande Olivier (amanta lui Picasso), Georges Braque (artist), André Derain (artist), Max Jacob (poet), Guillaume Apollinaire (poet), Marie Laurencin (artistă și amantă a lui Apollinaire), Henri Rousseau (pictor) și Joseph Stella.
Hemingway a frecventat salonul lui Stein, dar cei doi au avut o relație dezechilibrată. Au început ca prieteni apropiați, Hemingway admirând-o pe Stein ca pe un mentor, dar ulterior s-au îndepărtat, mai ales după ce Stein l-a numit pe Hemingway „galben” în Autobiografia lui Alice B. Toklas. La nașterea fiului său, Hemingway i-a cerut lui Stein să fie nașa copilului. Deși lui Stein i s-a atribuit introducerea termenului „Generația pierdută” pentru cei al căror moment definitoriu în timp fusese Primul Război Mondial și urmările acestuia, există cel puțin trei versiuni ale poveștii care a dus la această expresie, două de Hemingway și una de Stein.

## Statele Unite

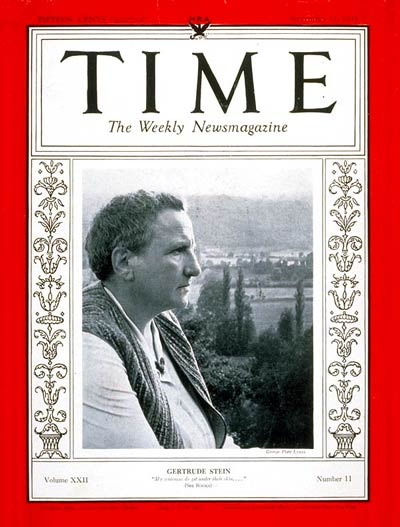
Gertrude Stein pe coperta revistei Time, 1933

În octombrie 1934, Stein a sosit în America după o absență de 30 de ani. La debarcarea de pe pachebot în New York, ea a întâlnit o mulțime de reporteri. Articole de primă pagină despre Stein au apărut în aproape toate ziarele din New York. În timp ce călătorea prin Manhattan spre hotelul ei, a putut să își dea seama de publicitatea care avea să-i caracterizeze turneul din SUA. Un panou electric din Times Square a anunțat tuturor că „Gertrude Stein a sosit”. Turul ei de șase luni prin țară a cuprins 191 de zile de călătorie, traversând 23 de state și vizitând 37 de orașe. Printre alte locuri, Stein a vizitat câmpurile de luptă ale Războiului Civil, a făcut un tur al orașului Chicago cu detectivi de la Omucideri, a văzut un meci de fotbal în New Haven, a luat masa în New Orleans, i-a vizitat pe Scott Fitzergald și Zelda Sayer în Baltimore și s-a întors în casa copilăriei sale din Oakland.
Turneul lui Stein a fost în parte pentru a ține prelegeri publice, iar ea le-a pregătit pe fiecare în parte; audiențele au fost limitate la cinci sute de participanți. Ea vorbea, citind din notițe, și prevedea o perioadă de întrebări și răspunsuri din partea publicului la sfârșitul prezentării sale.
La Washington, D.C., Stein a fost invitată să ia ceaiul cu soția președintelui, Eleanor Roosevelt. În Beverly Hills, California, ea l-a vizitat pe actorul și cineastul Charlie Chaplin, care ar fi discutat cu ea despre viitorul cinematografiei. Stein a părăsit America în mai 1935, o celebritate americană nou-înființată, cu un angajament din partea Random House, care acceptase să devină editorul american pentru toate lucrările sale viitoare. Chicago Daily Tribune a scris după întoarcerea lui Stein la Paris: „Niciun scriitor din ultimii ani nu a fost atât de mult discutat, atât de caricaturizat, atât de pasional susținut.”

## Opere publicate

### Ficțiune
- Three Lives (1909)
- The Making of Americans (1925)
- Paris France (1940)
- Ida: A Novel (1941)

### Memorii
- The Autobiography of Alice B. Toklas (1933)
- Everybody's Autobiography (1937)

### Teatru
- A List (1923)

### Poezie
- Tender Buttons (1914)
- If I Told Him: A Completed Portrait of Picasso (1924)

### Libret
- Four Saints in Three Acts (1934)
- Doctor Faustus Lights the Lights (1938)
- The Mother of Us All (1947)